# Saint-Maurice-des-Lions
Saint-Maurice-des-Lions is een gemeente in het Franse departement Charente (regio Nouvelle-Aquitaine). De plaats maakt deel uit van het arrondissement Confolens. Saint-Maurice-des-Lions telde op 1 januari 2022 896 inwoners.

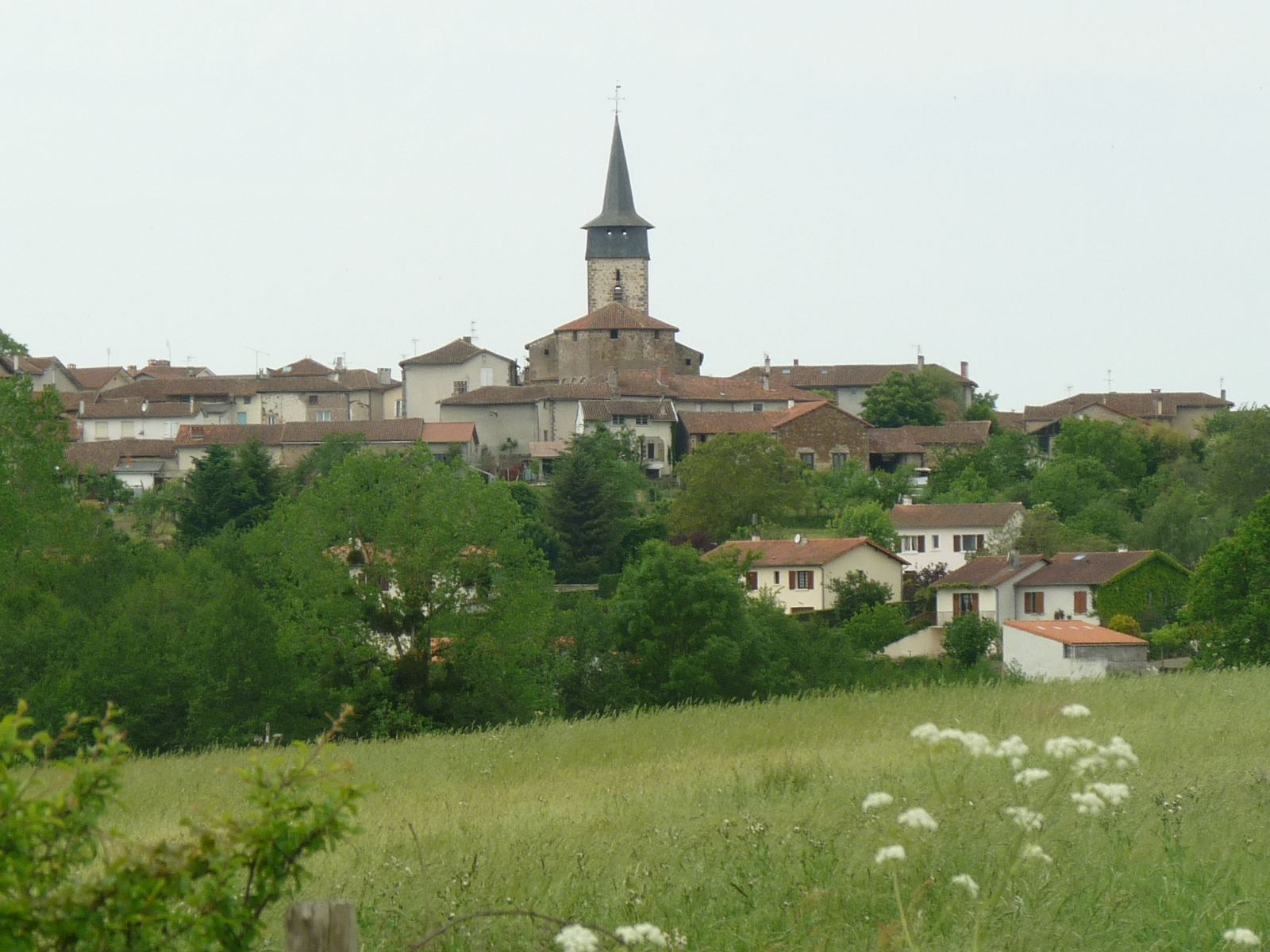
Saint-Maurice-des-Lions
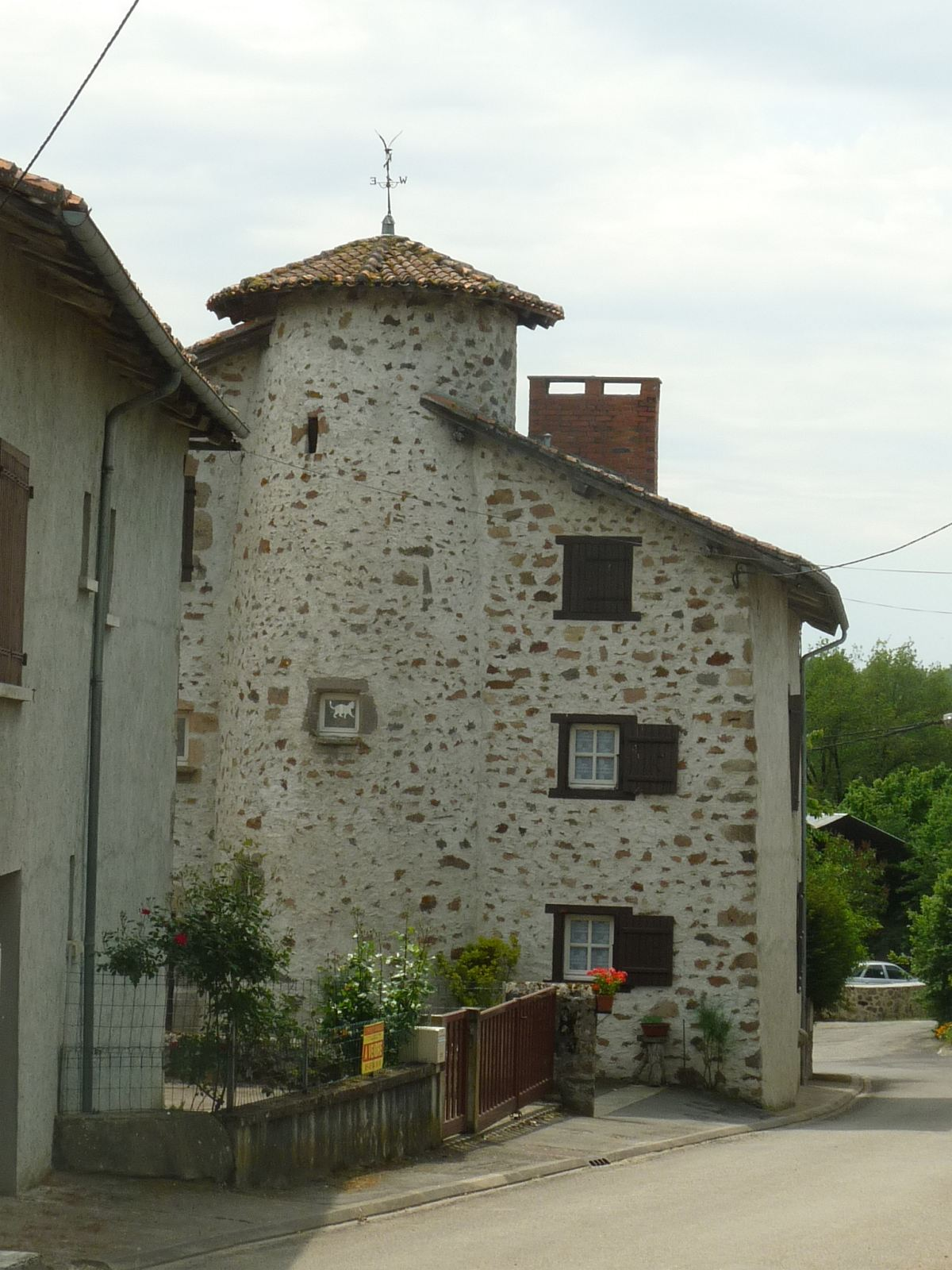
Huis in Saint-Maurice-des-Lions
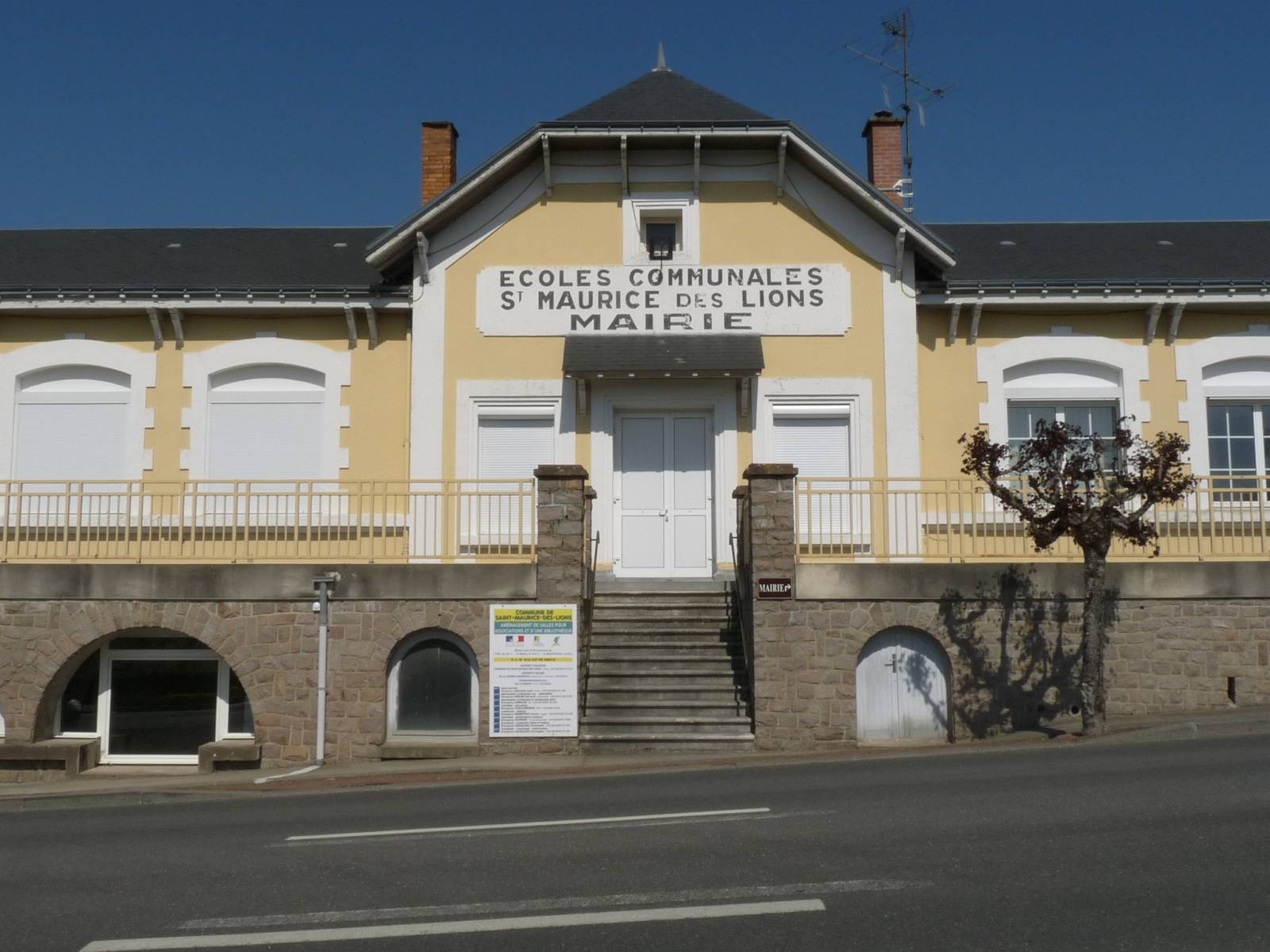
Gemeentehuis
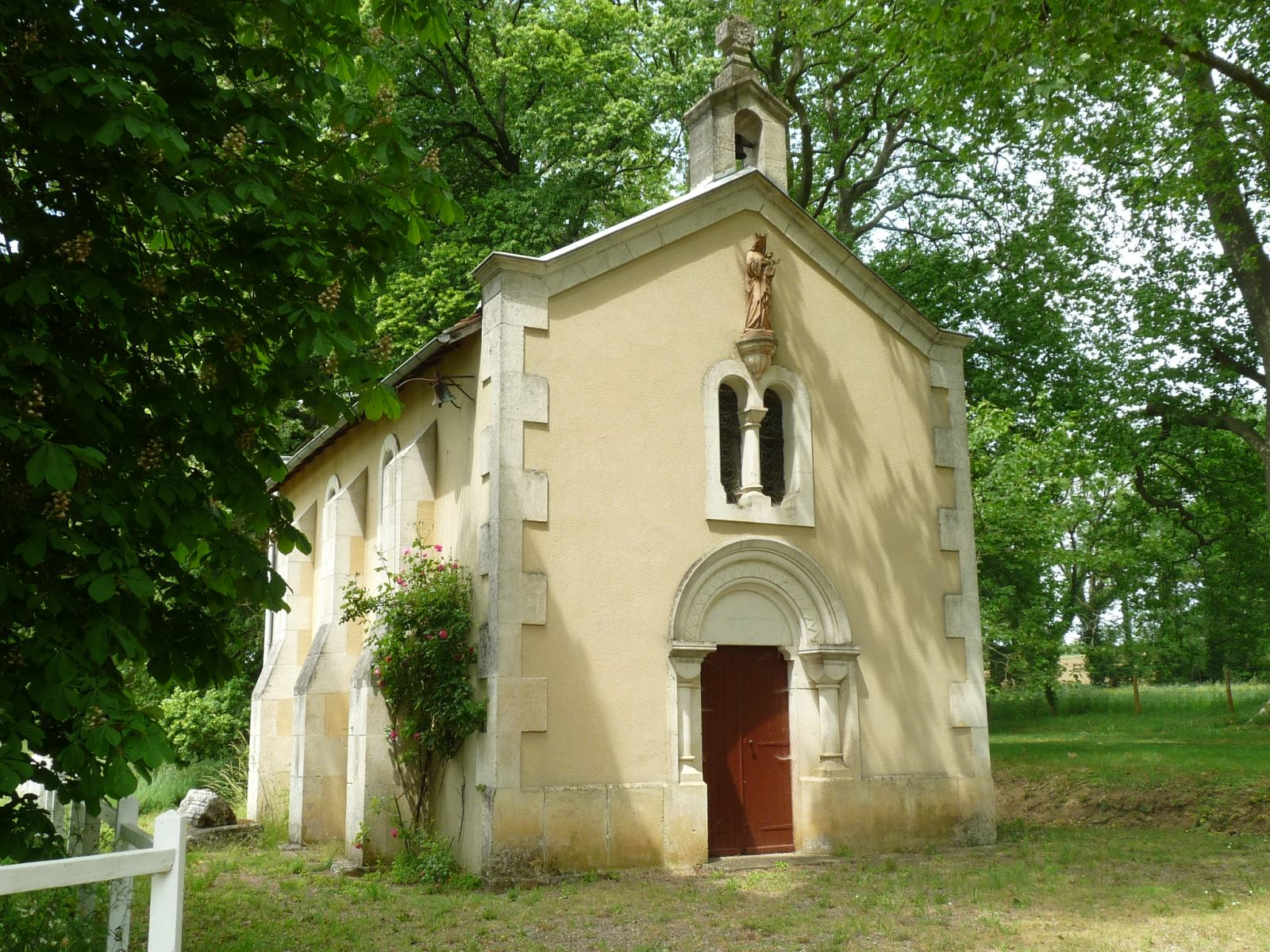
Kapel Lesignac

## Geografie
De oppervlakte van Saint-Maurice-des-Lions bedraagt 50,08 km², de bevolkingsdichtheid is 18 inwoners per km² (per 1 januari 2019).
De onderstaande kaart toont de ligging van Saint-Maurice-des-Lions met de belangrijkste infrastructuur en aangrenzende gemeenten.

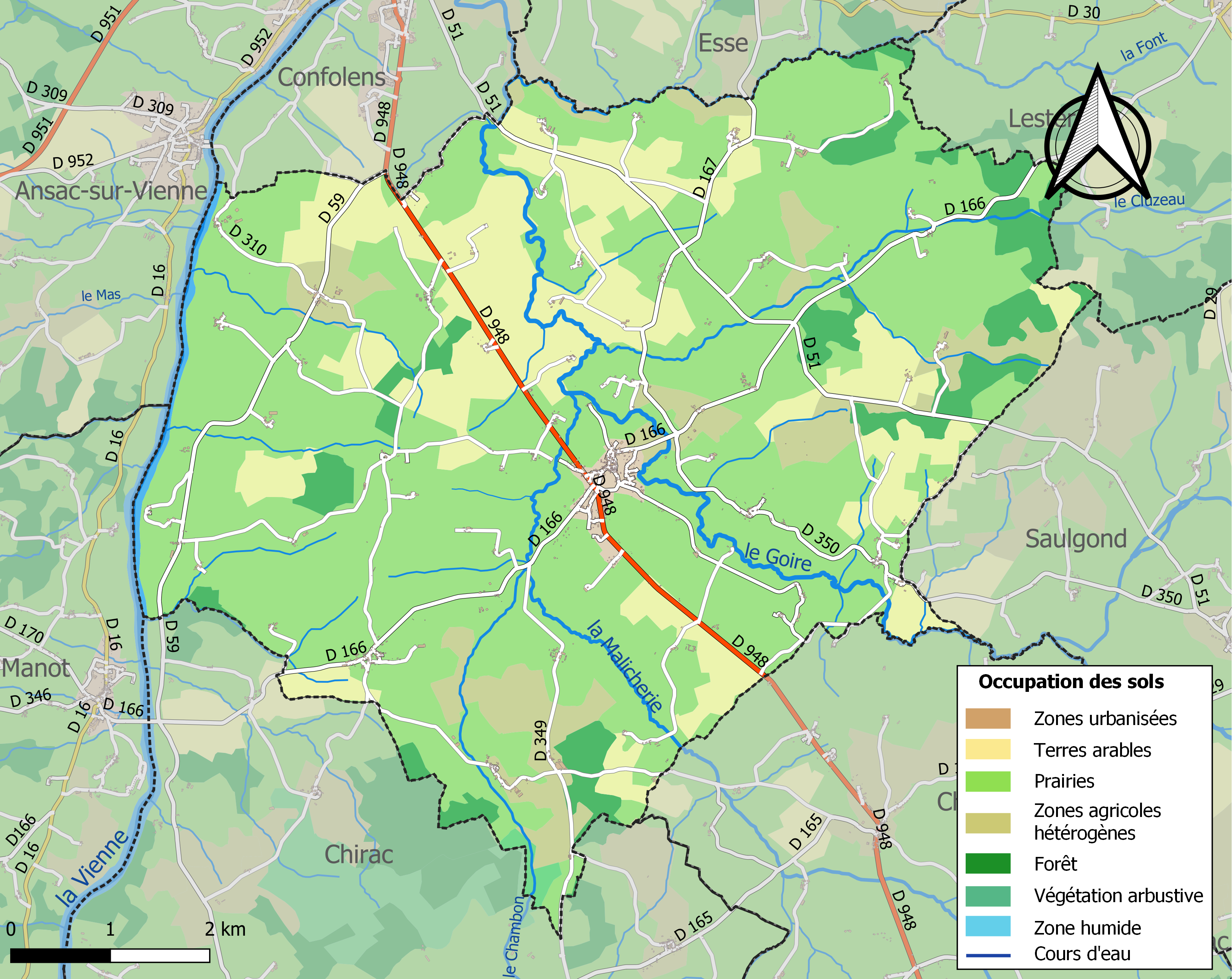

## Demografie
Onderstaande figuur toont het verloop van het inwonertal (bron: INSEE-tellingen).